# Ad abolendam
Ad abolendam ("Za izkoreninjenje" ali "Za odpravo" po prvi vrstici, Za izkoreninjenje različnih izprijenih krivoverstev, ali Za odpravo različnih krivoverskih popačenosti) je bil odlok in bula Lucija III., ki jo je napisal v Veroni in dal na svetlo 4. novembra 1184.

## Zgodovinsko ozadje
Zgodovinsko ozadje bule Ad abolendam  je bila borba za investituro med papeštvom in cesarstvom, ki se je končala z zmago papeštva; iz tega izhaja tudi zakonodaja, ki je ta načela hotela uresničiti: da je namreč papež vrhovni poglavar krščanstva v duhovnem in svetnem pomenu, pri čemer ga cesar podpira in si tako zagotavlja oblast nad svetnim območjem.  Tretji lateranski koncil 1179 je ravnokar preprečil razkol, ki ga je ustvarila tovrstna razprava in borba; dekretali kot Ad abolendam so imeli namen to slogo utrditi. Ni bilo naključje, da je odlok upošteval  Konstanški mir, ki je bil sklenjen prejšnje leto, 25. junija 1183; v njem je cesar bil pravzaprav prisiljen priznati svoj poraz. 

## Vsebina
Bula je bila razglašena po veronski sinodi, ki je obravnavala nekaj spornih vprašanj in razlik med papeštvom in svetorimskim cesarjem Friderikom Rdečebradcem. Listina predpisuje ukrepe za izkoreninjenje herezije in je bila iskra za tovrstna prizadevanja, ki so prišla do vrhunca v križarski vojni zoper katare  ter v  srednjeveški inkviziciji. Namen tega odloka je bila popolna iztrebitev krščanske herezije.

### Obsojeniheretiki
Seznam obsojenih heretičnih ločin je predpisal že Tretji lateranski koncil – še jasneje jih je izrazila Veronska sinoda 1184. Papež Lucij III. obsoja vse heretične ločine in osebe, ki sicer niso pravi heretiki, vendar pridigajo brez pooblastila Cerkve – javno ali zasebno; vse zadene izobčenje. Posebej bula omenja katare, ponižne (humiliate), valdežane, arnoldovce in jožefince. Pomembnejše od neposrednega napada na heretike so enaki zakonski ukrepi zoper njihove podpornike, ki so se razširili zlati v Lombardiji in Languedocu, kakor tudi teološki in politični razlogi, ki so papeža pri tem vodili.  Doslej so bili jasno opredeljeni kot heretiki le arnoldovci in katari; druge nedoločene skupine so bile obsojene bolj zaradi nepooblaščenega pridiganja. Med naštetimi danes sploh ne poznamo učenja jožefincev.

### Kaznovanje
Obtoženi za herezijo, ki ne bi mogli dokazati svoje nedolžnosti, ali pa ponovno padejo v krivoverstvo, morajo biti izročeni svetni oblasti, da jim odmeri animadversio debita ("zasluženo kazen"). Podporniki herezije so izgubili mnogo pravic: imeti javne urade, pričati na sodišču, napisati oporoko, dedovati… Za učvrstitev teh ukrepov papež poziva patriarhe, nadškofe in škofe, da razlagajo grožnjo z izobčenjem ob vseh večjih slovesnostih; tisti, ki bi to zanemarili tri leta zapored, so izgubili svoje cerkvene službe. Škofje morajo iskati oziroma zasledovati heretike, pri čemer jim mora ljudstvo pomagati pod prisego, sicer bodo sami veljali za heretike. 

Bula je bila vnesena kot 3. kanon v Četrti lateranski koncil 1215 pod Inocencom III.. V nasprotju z razširjenim mnenjem Lucij III. ni ustanovil inkvizicije, ki je nastala šele pod Gregorjem IX.. 

Iz besedila pa se jasno vidi, da je Cerkev sedaj zahtevala od škofov ali svojih poslancev, da gredo iskat heretike zaradi postopka. Od tod izhaja beseda inquisire, oziroma poiskati krivce.
Vsa ta gibanja bi lahko postavili pod skupni imenovalec novo manihejstvo; skupno jim je bilo prizadevanje, da pridigajo in učijo brez pooblastila cerkvene hierarhije – večinoma pa tudi zoper njo. Iz tega dejstva tudi lažje razumemo odklonilen odnos cerkvenega vodstva do teh in podobnih gibanj. 